# IC 298
IC 298, 또는 Arp 147은 고래자리에 있는 상호작용은하이다. '10'의 형태, 즉 '10점' 짜리 형태의 은하 충돌로 허블 우주 망원경에 사진으로 찍혔다.

## 발견과 형태
IC 298은 1893년, 프랑스의 천문학자 스테판 자벨이 발견하였고, 이후 1966년에 공개된 할튼 알프의 특이은하 목록 (Arp)엔 147번째 천체로 등록되어있다. 이 상호작용 은하 2쌍은 둘다 고리 은하으로, 오래전, 기존의 나선 은하 (우측 은하)와 타원 은하 (좌측 은하)가 서로 충돌하면서 서로 모습을 바꾼 결과물이다. 사진 우측의 푸른 고리 은하에서는, 4,000만년 전 시작된 폭발적 항성생성의 현장으로, 1,500만년 전에 이미 재일 활발한 시점을 거친것으로 여겨진다. 그 증거로, 이 고리 은하에서 매우 무거운 별의 잔해인 태양질량 10-20배 정도 되는 블랙홀이 9개가 밝은 X-선이 나오는 형태로 포착됐다. 이 은하들은 서로 약 21,000 광년 떨어져 있으며, 전체적으로, 이 은하 1쌍은 길이가 약 115,00 광년으로 추정된다.

## 허블 우주망원경과 연관성
IC 298에는 재미있는 에피소드가 있다. 2008년 9월, 오랫동안 작동해왔던 허블 우주망원경의 WFPC2 카메라가 갑자기 오작동 하면서, 허블 우주망원경에 문제가 생겼다. 이 문제를 고안후, 테스트 촬영을 게시했는데, 그때 타깃으로 지정된 천체가 바로 IC 298이였고, 그때 찍은 사진의 퀄리티를 검토한 결과로 NASA와 관계 과학자들은 허블이 다시 정상 작동하는걸 알 수 있었고, 다시 허블을 정상 가동할 수 있었다.